# Medaglia Copley
La medaglia Copley è un premio scientifico per il lavoro in un qualsiasi campo della scienza, il più importante premio assegnato dalla Royal Society di Londra. È anche il più vecchio premio della Royal Society: la prima medaglia fu vinta nel 1731.
Il premio fu creato grazie un lascito di 100 £ destinato alla Royal Society, nel 1709, da Sir Godfrey Copley, ricco proprietario terriero da Sprotbrough, vicino a Doncaster, nel South Yorkshire, il quale era stato eletto alla Society nel 1691.
È una delle dieci medaglie assegnate dalla Society (alcuni premi hanno cadenza annuale, altri sono conferiti a intervalli diversi, in base alle regole di assegnazione dei singoli premi). La medaglia Copley si alterna tra le scienze fisiche e le scienze biologiche, e i vincitori sono selezionati dai membri della Society.

## Lista dei premiati

### 1730
1731 - Stephen Gray

1732 - Stephen Gray

1733 - Non assegnata

1734 - John Theophilus Desaguliers

1735 - Non assegnata

1736 - John Theophilus Desaguliers

1737 - John Belchier

1738 - James Valoue

1739 - Stephen Hales

1740 - Alexander Stuart

1741 - John Theophilus Desaguliers

1742 - Christopher Middleton

1743 - Abraham Trembley

1744 - Henry Baker

1745 - William Watson

1746 - Benjamin Robins

1747 - Gowin Knight

1748 - James Bradley

1749 - John Harrison

### 1750
1750 - George Edwards

1751 - John Canton

1752 - John Pringle

1753 - Benjamin Franklin

1754 - William Lewis

1755 - John Huxham

1756 - Non assegnata

1757 - Charles Cavendish

1758 - John Dollond

1759 - John Smeaton

1760 - Benjamin Wilson

1761 - Non assegnata

1762 - Non assegnata

1763 - Non assegnata

1764 - John Canton

1765 - Non assegnata

1766 - William Brownrigg; Edward Delaval; Henry Cavendish

1767 - John Ellis

1768 - Peter Woulfe

1769 - William Hewson

1770 - William Hamilton

1771 - Matthew Raper

1772 - Joseph Priestley

1773 - John Walsh

1774 - Non assegnata

1775 - Nevil Maskelyne

1776 - James Cook

1777 - John Mudge

1778 - Charles Hutton

1779 - Non assegnata

1780 - Samuel Vince

1781 - William Herschel

1782 - Richard Kirwan

1783 - John Goodricke; Thomas Hutchins

1784 - Edward Waring

1785 - William Roy

1786 - Non assegnata

1787 - John Hunter

1788 - Charles Blagden

1789 - William Morgan

1790 - Non assegnata

1791 - James Rennell Rodd; Jean-André Deluc (John Andrew de Luc)

1792 - Benjamin Thompson, Count of Rumford

1793 - Non assegnata

1794 - Alessandro Volta

1795 - Jesse Ramsden

1796 - George Atwood

1797 - Non assegnata

1798 - George Shuckburgh; Charles Hatchett

1799 - John Hellins

### 1800
1800 - Edward Charles Howard

1801 - Astley Cooper

1802 - William Hyde Wollaston

1803 - Richard Chenevix

1804 - Smithson Tennant

1805 - Humphry Davy

1806 - Thomas Andrew Knight

1807 - Everard Home

1808 - William Henry

1809 - Edward Troughton

1810 - Non assegnata

1811 - Benjamin Collins Brodie

1812 - Non assegnata

1813 - William Thomas Brande

1814 - James Ivory

1815 - David Brewster

1816 - Non assegnata

1817 - Henry Kater

1818 - Robert Seppings

1819 - Non assegnata

1820 - Hans Christian Ørsted

1821 - Edward Sabine; John Herschel

1822 - William Buckland

1823 - John Pond

1824 - John Brinkley

1825 - François Arago; Peter Barlow

1826 - James South

1827 - William Prout; Henry Foster

1828 - Non assegnata

1829 - Non assegnata

1830 - Non assegnata

1831 - George Biddell Airy

1832 - Michael Faraday; Siméon-Denis Poisson

1833 - Non assegnata

1834 - Giovanni Antonio Amedeo Plana

1835 - William Snow Harris

1836 - Jöns Jacob Berzelius; Francis Kiernan

1837 - Antoine César Becquerel; John Frederic Daniell

1838 - Carl Friedrich Gauss; Michael Faraday

1839 - Robert Brown

1840 - Justus von Liebig; Jacques Charles François Sturm

1841 - Georg Ohm

1842 - James MacCullagh

1843 - Jean Baptiste Dumas

1844 - Carlo Matteucci

1845 - Theodor Schwann

1846 - Urbain Le Verrier

1847 - John Herschel

1848 - John Couch Adams

1849 - Roderick Impey Murchison

### 1850
1850 - Peter Andreas Hansen

1851 - Richard Owen

1852 - Alexander von Humboldt

1853 - Heinrich Wilhelm Dove

1854 - Johannes Peter Müller

1855 - Léon Foucault

1856 - Henri Milne-Edwards

1857 - Michel Eugène Chevreul

1858 - Charles Lyell

1859 - Wilhelm Eduard Weber

1860 - Robert Wilhelm Bunsen

1861 - Louis Agassiz

1862 - Thomas Graham

1863 - Adam Sedgwick

1864 - Charles Darwin

1865 - Michel Chasles

1866 - Julius Plücker

1867 - Karl Ernst von Baer

1868 - Charles Wheatstone

1869 - Henri Victor Regnault

1870 - James Prescott Joule

1871 - Julius Robert von Mayer

1872 - Friedrich Wöhler

1873 - Hermann von Helmholtz

1874 - Louis Pasteur

1875 - August Wilhelm von Hofmann

1876 - Claude Bernard

1877 - James Dwight Dana

1878 - Jean Baptiste Boussingault

1879 - Rudolf Clausius

1880 - James Joseph Sylvester

1881 - Charles-Adolphe Wurtz

1882 - Arthur Cayley

1883 - William Thomson

1884 - Carl Ludwig

1885 - Friedrich August Kekulé von Stradonitz

1886 - Franz Ernst Neumann

1887 - Joseph Dalton Hooker

1888 - Thomas Henry Huxley

1889 - George Salmon

1890 - Simon Newcomb

1891 - Stanislao Cannizzaro

1892 - Rudolf Virchow

1893 - George Gabriel Stokes

1894 - Edward Frankland

1895 - Karl Weierstrass

1896 - Karl Gegenbaur

1897 - Rudolf Albert von Kölliker

1898 - William Huggins

1899 - Lord Rayleigh

### 1900
1900 - Marcellin Berthelot

1901 - Willard Gibbs

1902 - Joseph Lister

1903 - Eduard Suess

1904 - William Crookes

1905 - Dmitri Mendeleev

1906 - Elias Metchnikoff

1907 - Albert Abraham Michelson

1908 - Alfred Russel Wallace

1909 - George William Hill

1910 - Francis Galton

1911 - George Howard Darwin

1912 - Felix Klein

1913 - Ray Lankester

1914 - Joseph John Thomson

1915 - Ivan Pavlov

1916 - James Dewar

1917 - Emil Roux

1918 - Hendrik Lorentz

1919 - William Bayliss

1920 - Horace Tabberer Brown

1921 - Joseph Larmor

1922 - Ernest Rutherford

1923 - Horace Lamb

1924 - Edward Albert Sharpey-Schafer

1925 - Albert Einstein

1926 - Frederick Hopkins

1927 - Charles Sherrington

1928 - Charles Algernon Parsons

1929 - Max Planck

1930 - William Henry Bragg

1931 - Arthur Schuster

1932 - George Ellery Hale

1933 - Theobald Smith

1934 - John Scott Haldane

1935 - Charles Thomson Rees Wilson

1936 - Arthur Evans

1937 - Henry Hallett Dale

1938 - Niels Bohr

1939 - Thomas Hunt Morgan

1940 - Paul Langevin

1941 - Thomas Lewis

1942 - Robert Robinson

1943 - Joseph Barcroft

1944 - Geoffrey Ingram TaylorArchiviato il 21 giugno 2013 in Internet Archive.

1945 - Oswald Theodore Avery

1946 - Edgar Douglas Adrian

1947 - Godfrey Harold Hardy

1948 - Archibald Vivian Hill

1949 - George Charles de Hevesy

### 1950
1950 - James Chadwick

1951 - David Keilin

1952 - Paul Dirac

1953 - Albert Kluyver

1954 - Edmund Taylor Whittaker

1955 - Ronald Fisher

1956 - Patrick Blackett

1957 - Howard Florey

1958 - John Edensor Littlewood

1959 - Frank Macfarlane Burnet

1960 - Harold Jeffreys

1961 - Hans Adolf Krebs

1962 - Cyril Norman Hinshelwood

1963 - Paul Fildes

1964 - Sydney Chapman

1965 - Alan Lloyd Hodgkin

1966 - William Lawrence Bragg

1967 - Bernard Katz

1968 - Tadeusz Reichstein

1969 - Peter Medawar

1970 - Alexander Todd

1971 - Norman Pirie

1972 - Nevill Mott

1973 - Andrew Huxley

1974 - William Vallance Douglas Hodge

1975 - Francis Crick

1976 - Dorothy Crowfoot Hodgkin

1977 - Frederick Sanger

1978 - Robert Burns Woodward

1979 - Max Perutz

1980 - Derek Harold Richard Barton

1981 - Peter Mitchell

1982 - John Cornforth

1983 - Rodney Porter

1984 - Subrahmanyan Chandrasekhar

1985 - Aaron Klug

1986 - Rudolf Peierls

1987 - Robert Hill

1988 - Michael Francis Atiyah

1989 - César Milstein

1990 - Abdus Salam

1991 - Sydney Brenner

1992 - George Porter

1993 - James D. Watson

1994 - Charles Frank

1995 - Frank Fenner

1996 - Alan Cottrell

1997 - Hugh Huxley

1998 - James Lighthill

1999 - John Maynard Smith

### 2000
2000 - Alan Battersby

2001 - Jacques Miller

2002 - John Pople

2003 - John Gurdon

2004 - Harold Kroto

2005 - Paul Nurse

2006 - Stephen Hawking

2007 - Lord Robert May

2008 - Sir Roger Penrose

2009 - Martin Evans

2010 - David Cox e Tomas Lindahl

2011 - Dan McKenzie

2012 - John Ernest Walker

2013 - Andrej Gejm

2014 - Alec Jeffreys

2015 - Peter Higgs

2016 - Richard Henderson

2017 - Andrew Wiles

2018 - Jeffrey I. Gordon

2019 - John B. Goodenough

2020 - Alan Fersht

2021 - Jocelyn Bell

2022 - Team del Vaccino anti COVID-19 AstraZeneca

2023 - Martin Rees